# Rachovia
Rachovia es un género de peces de agua dulce de la familia de los rivulinos, distribuidos por ríos de América del Sur.

## Especies
Existen cuatro especies válidas:
- Rachovia brevis (Regan, 1912)
- Rachovia hummelincki de Beaufort, 1940
- Rachovia maculipinnis (Radda, 1964)
- Rachovia pyropunctata Taphorn y Thomerson, 1978